# Nové Sedlice
Nové Sedlice är en ort i Tjeckien. Den ligger i den östra delen av landet, 260 km öster om huvudstaden Prag. Nové Sedlice ligger 260 meter över havet och antalet invånare är 473.
Terrängen runt Nové Sedlice är huvudsakligen platt, men åt sydväst är den kuperad. Runt Nové Sedlice är det ganska tätbefolkat, med 124 invånare per kvadratkilometer. Närmaste större samhälle är Opava, 8,1 km nordväst om Nové Sedlice. I omgivningarna runt Nové Sedlice växer i huvudsak blandskog.